# Helleborus

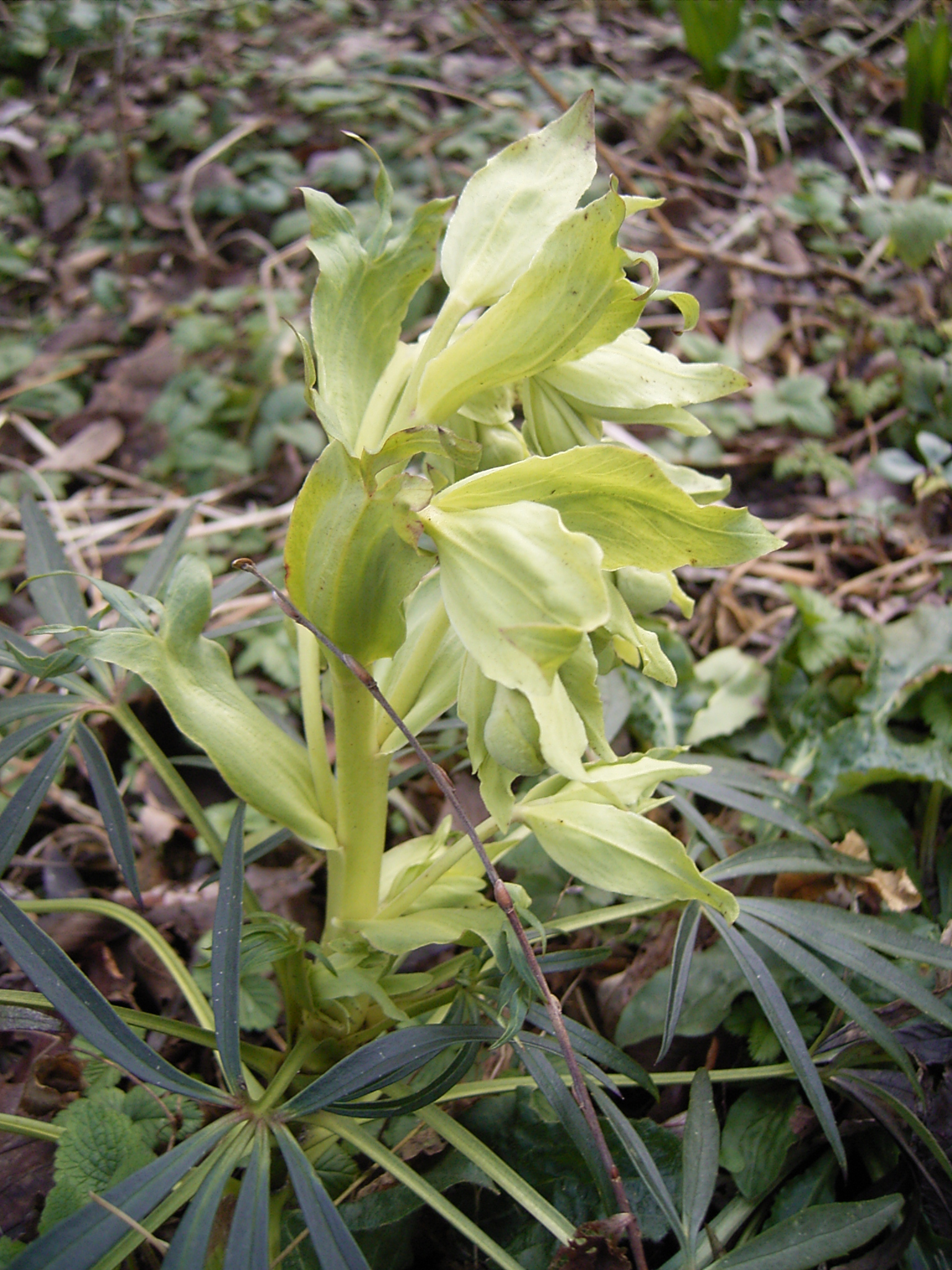
Helleborus foetidus

Helleborus (Tourn. ex L., 1753), comunemente noto come elleboro, è un genere di piante appartenente alla famiglia delle Ranunculaceae diffuso prevalentemente nel bacino del Mediterraneo, ad eccezione di una specie (H. thibetanus) che è presente in Estremo Oriente.

## Descrizione
I fiori dell'elleboro sono formati da 5 tepali che sono colorati in diversi modi e assumono spesso un aspetto petaloide. Questi circondano e proteggono i nettari che derivano dalla trasformazione dei veri petali. I tepali persistono dopo l'impollinazione, e studi condotti in Spagna suggeriscono che il perigonio persistente possa contribuire allo sviluppo dei semi. Alcune specie hanno radici rizomatose. La fioritura è invernale o ai primi tepori primaverili.

## Tassonomia
Dal genere prende il nome una delle famiglie delle Ranuncolaceae, quella delle Helleboreae.

### Specie
Il genere Helleborus include attualmente 15 specie e 6 sottospecie (di cui una decina spontanee sul territorio italiano):
- Helleborus bocconei Ten.
  - Helleborus bocconei subsp. intermedius (Guss.) Greuter & Burdet
- Helleborus colchicus Regel
- Helleborus croaticus Martinis
- Helleborus cyclophyllus (A.Braun) Boiss.
- Helleborus dumetorum Waldst. & Kit. ex Willd.
  - Helleborus dumetorum subsp. illyricus Starm.
- Helleborus foetidus L.
- Helleborus lividus Aiton ex Curtis
  - Helleborus lividus subsp. corsicus (Briq.) P.Fourn.
- Helleborus × mucheri Rottenst.
- Helleborus multifidus Vis.
  - Helleborus multifidus subsp. hercegovinus (Martinis) B.Mathew
- Helleborus niger L.
- Helleborus odorus Waldst. & Kit. ex Willd.
- Helleborus orientalis Lam.
- Helleborus purpurascens Waldst. & Kit.
- Helleborus × tergestinus Starm. ex Rottenst.
- Helleborus thibetanus Franch.
- Helleborus vesicarius Aucher ex Boiss.
- Helleborus viridis L.
  - Helleborus viridis subsp. abruzzicus (M.Thomsen, McLewin & B.Mathew) Bartolucci, F.Conti & Peruzzi
  - Helleborus viridis subsp. liguricus (M.Thomsen, McLewin & B.Mathew) Bartolucci, F.Conti & Peruzzi

### Specie in Italia
In Italia sono spontanee le seguenti specie:
- H. foetidus: diffuso in luoghi sassosi e cespugliosi; fusto ramoso alto oltre i 50 cm; foglie lungamente picciolate, con una decina di segmenti lanceolati dal margine seghettato, le brattee sono ovali e di colore verde pallido; i fiori campanulati, pendenti, sono di colore verdastro, marginati di rosso-brunastro; la pianta emana un odore nauseabondo. È il più utilizzato per la coltivazione in vaso e nei luoghi molto ombrosi.
- H. lividus: presente in Sardegna nella sua sottospecie Helleborus lividus subsp. corsicus.
- H. viridis: noto anche con il nome di elleboro verde o elleboro falso, velenoso, emana un odore fetido. Spontaneo dei luoghi cespugliosi ed erbosi dalle zone collinari fino a quella alpina al margine dei boschi. Pianta erbacea perenne rizomatosa alta 20–50 cm, con grandi foglie basali, presenti fino alla cima degli scapi florali come brattee, pedate (divise cioè in 3 segmenti principali, di cui il mediano libero e intero, mentre i 2 laterali sono a loro volta divisi in segmenti lanceolati). I fiori odorosi sono grandi, di colore verde o rossiccio, con sepali patenti; fioritura invernale-primaverile. I frutti sono follicoli oblunghi, uniti alla base in gruppi di 3-8 e muniti di rostri, contengono numerosi semi di forma allungata. Ha due sottospecie: subsp. abruzzicus e subsp. liguricus.
- Helleborus bocconei: sia la specie in sé che H. bocconei subsp. intermedius sono endemiche in Italia, la prima nelle regioni centrali, la seconda nel Meridione e in Sicilia.
- Helleborus niger: noto anche con il nome di rosa di Natale, elleboro nero e erba rocca; pianta erbacea perenne alta 8–35 cm, velenosa, emana un odore acre; ha un rizoma corto e ingrossato di colore nerastro, ricco di radici. Le foglie sono basali, lungamente picciolate, di grandi dimensioni, da oblungo-cuneate a lanceolate, coriacee a margine seghettato, di colore verde scuro; scapi floreali di colore rossiccio, con brattee ovali, sessili. I fiori sono singoli o a coppie, grandi, apicali a forma di coppa, di colore bianco, rosa o rosso-porpora, con piccoli tepali tubulosi e numerosi stami, con fioritura da gennaio ad aprile. I frutti sono follicoli rigonfi, muniti di rostri; contengono numerosi semi oblunghi. Vive nei luoghi erbosi e boscosi delle Alpi (dalla Valle d'Aosta al Friuli), incerto per l'Appennino, in pericolo per le indiscriminate raccolte in natura, soprattutto in Brianza, dove esiste il deprecabile costume di farne mazzi per i cimiteri. Spesso coltivato, da non confondere con l'elleboro bianco, che si riferisce a specie di un altro genere il Veratrum album.
- Helleborus × tergestinus: specie ibrida endemica del territorio italiano.

## Usi
Come pianta ornamentale per decorare roccaglie e giardini spontanei, in vaso per gli appartamenti, e per la produzione industriale del fiore reciso.

## Proprietà medicinali
Pianta molto velenosa, sia per ingestione che per uso esterno, molto difficile da dosare. Se ne sconsiglia vivamente l'uso.
- La polvere ricavata dalle radici e dai rizomi raccolti in primavera o in autunno e fatti essiccare rapidamente ha proprietà cardiotoniche, narcotiche, emetiche e curative degli edemi; è anche un purgante drastico.
- Per uso esterno come revulsivo in alcune malattie della pelle.
- L'estratto fluido delle radici e del rizoma dell'Helleborus viridis ha proprietà sedative e irritanti dell'intestino con effetto purgativo drastico.
- Come allucinogeno l'elleboro è noto sin dall'antichità [Plinio 25,47]. La notizia dell'uso di pozioni di elleboro da parte di Crisippo è riferita anche da Luciano [Vera hist. 2,18]. Simili notizie si trovano in: Plinio [25,52] in riferimento a Carneade, Gellio [17,15] e Valerio Massimo [8,7]. Per la relazione fra lucidità teoretica ed elleboro, vedi Stobeo [Ecl. 2,24]; fonte: Op. Cit., nota 256 di A. Aragosti.

### Antichità
- Nel VI secolo avanti Cristo, la Prima guerra sacra (595–585 a.C.) tra l'anfizionia delfica e la città di Cirra è nota perché la Lega anfizionica avvelenò i rifornimenti idrici della città di Cirra usando l'elleboro.[4] L'acqua addizionata di elleboro presto rese i difensori così deboli per la diarrea che non furono in grado di continuare a resistere all'assalto. Cirra venne espugnata e tutta la popolazione venne trucidata. L'idea di usare l'elleboro era stata di un medico di nome Nebro, antenato di Ippocrate. Alcuni si sono chiesti se sia stato il senso di colpa per l'utilizzo del veleno da parte del suo antenato che spinse Ippocrate a formulare l'omonimo giuramento.[5].
- Petronio Arbitro dice nel suo Satyricon [88,4]: "Chrysippus, ut ad inventionem sufficeret, ter elleboro animum detersit". Crisippo di Soli, filosofo stoico del III sec. a.C. [Diogene Laerzio 7,198], dunque, "per affinare la sua capacità percettiva (inventio), per tre volte si schiarì la mente con [una pozione di] elleboro". Fonte: Ed.BUR 1996, traduzione di Andrea Aragosti.
- Quinto Orazio Flacco ne parla nel suo Satirarum (Terza Satira - Libro II): "Danda est ellebori multo pars maxima avaris"; in quanto noto rimedio contro la pazzia, in questo caso degli avari.[6]

## Coltivazione
La coltivazione non presenta molte difficoltà. Il luogo non dovrà essere eccessivamente soleggiato. Il terreno dovrà essere fertile, ben drenato, con concimazioni periodiche, preferibilmente organiche.
La messa a dimora in settembre-ottobre a 30–40 cm di distanza, avendo cura di non interrare la sommità degli apparati radicali a più di 2–3 cm di profondità.
Se lasciati indisturbati, con le giuste condizioni, si possono riprodurre spontaneamente. In generale gli ellebori mal sopportano i trapianti.
La specie Helleborus foetidus è quella che meglio si adatta alle posizioni più ombreggiate.
La semina non è complicata, ma richiede cura e soprattutto tempo. I primi risultati non si vedranno prima di tre anni. Saranno più immediati con la divisione dei cespi.

## Galleria d'immagini

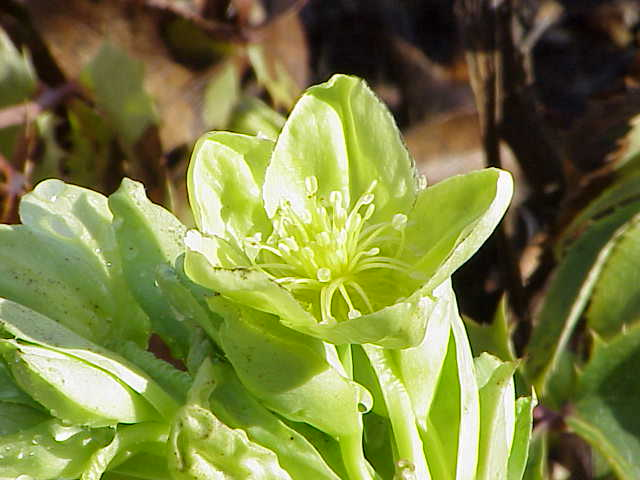
Helleborus lividus subsp. corsicus
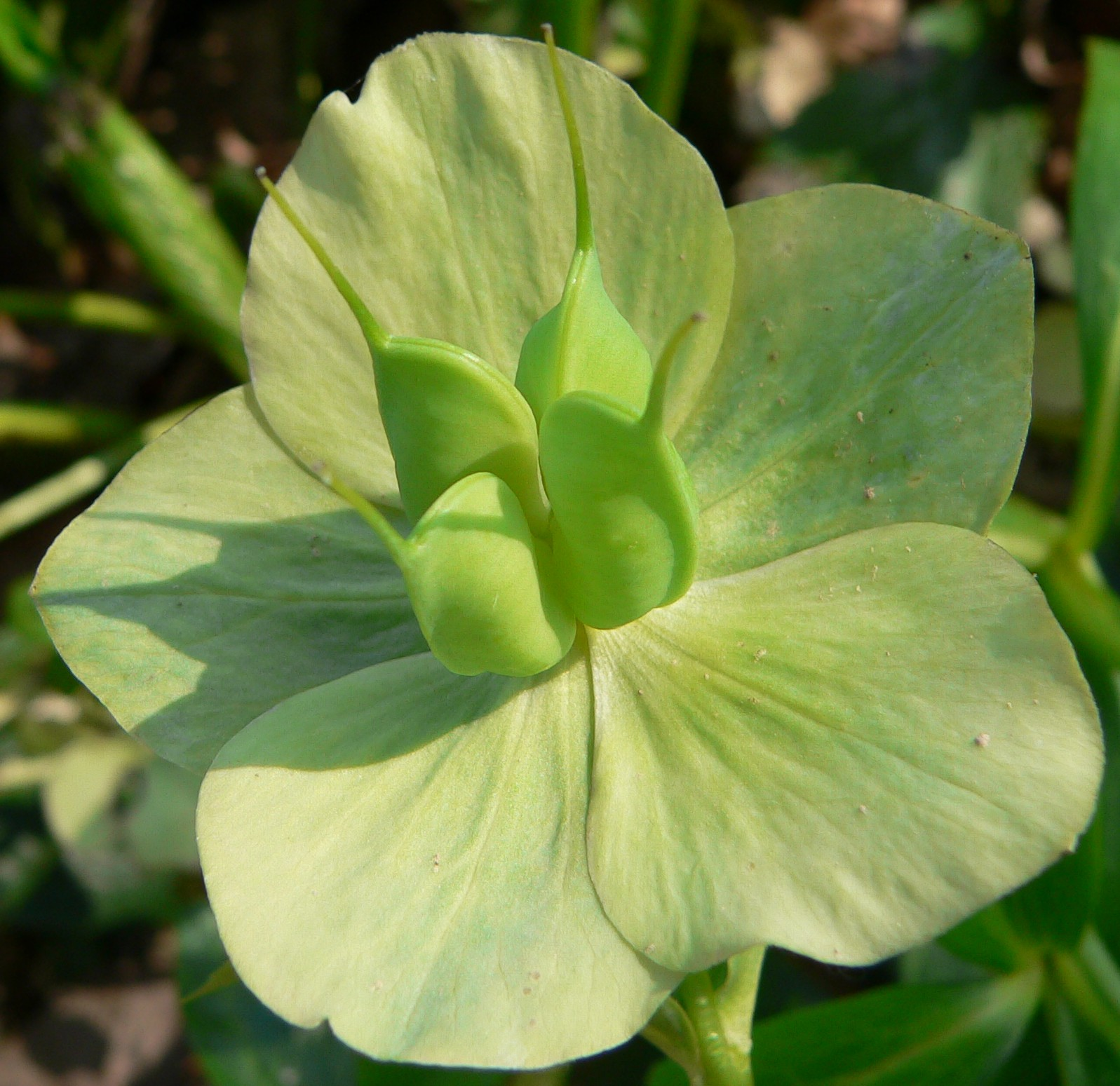
Helleborus orientalis
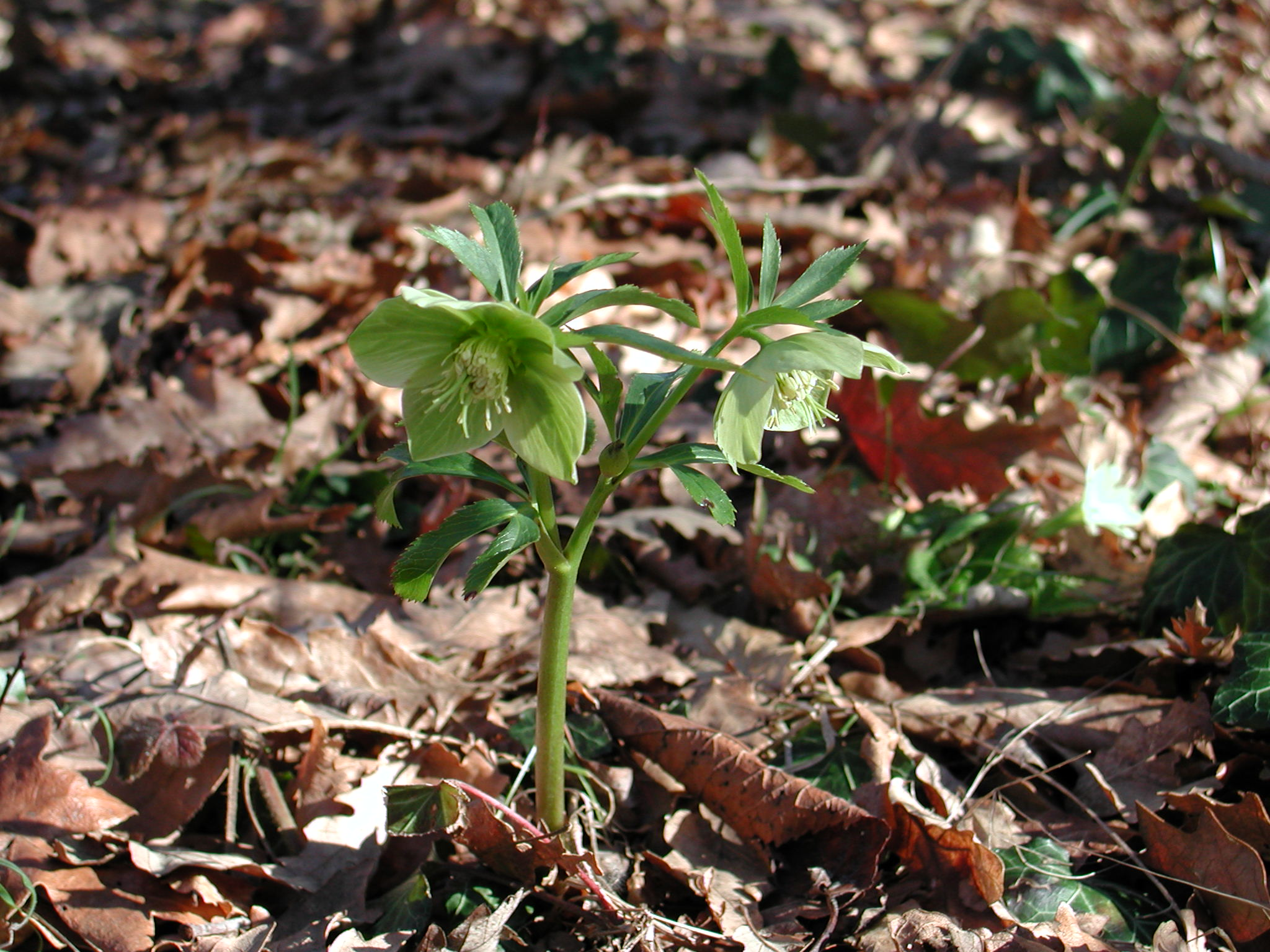
Elleboro in Appennino
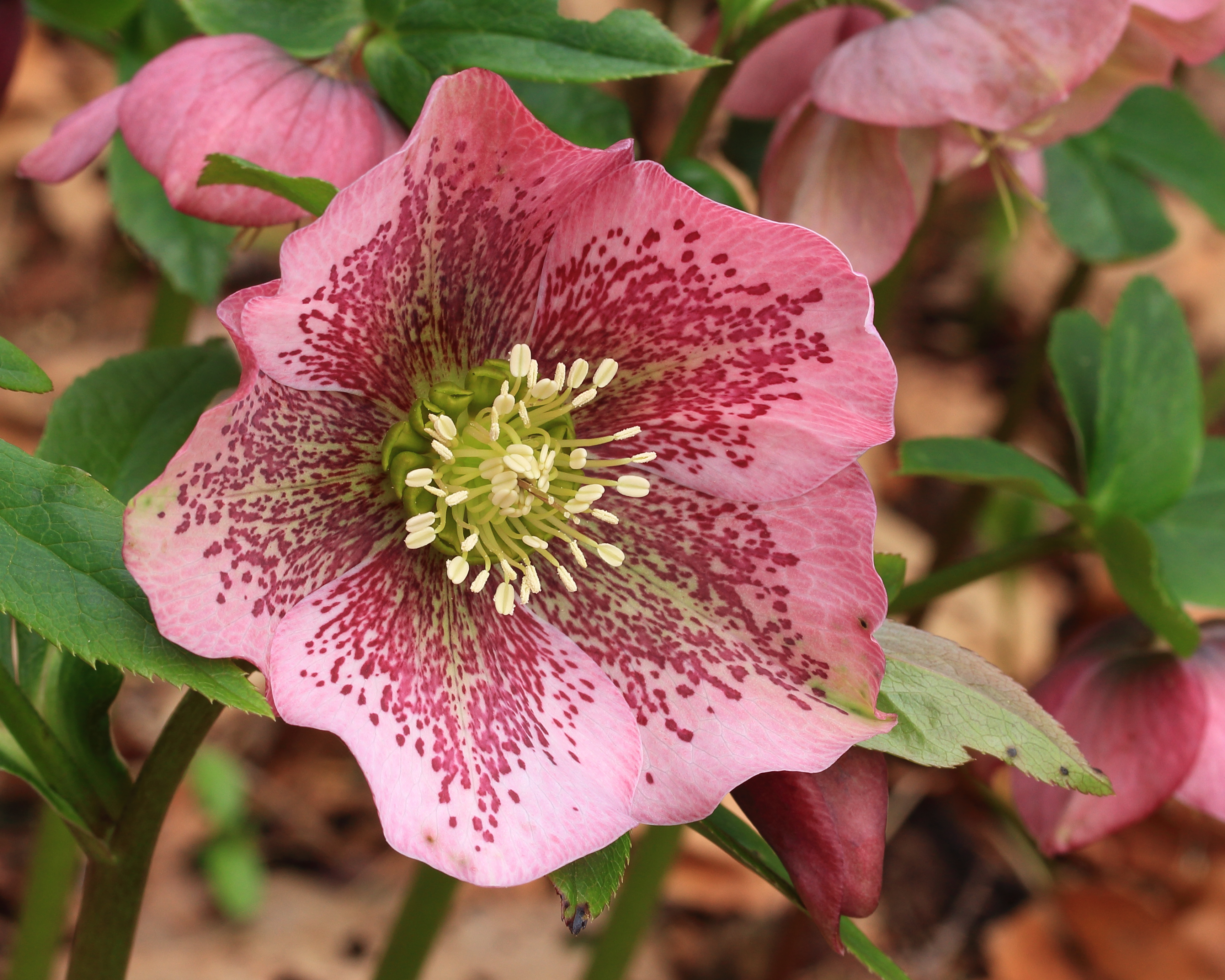
Helleborus orientalis
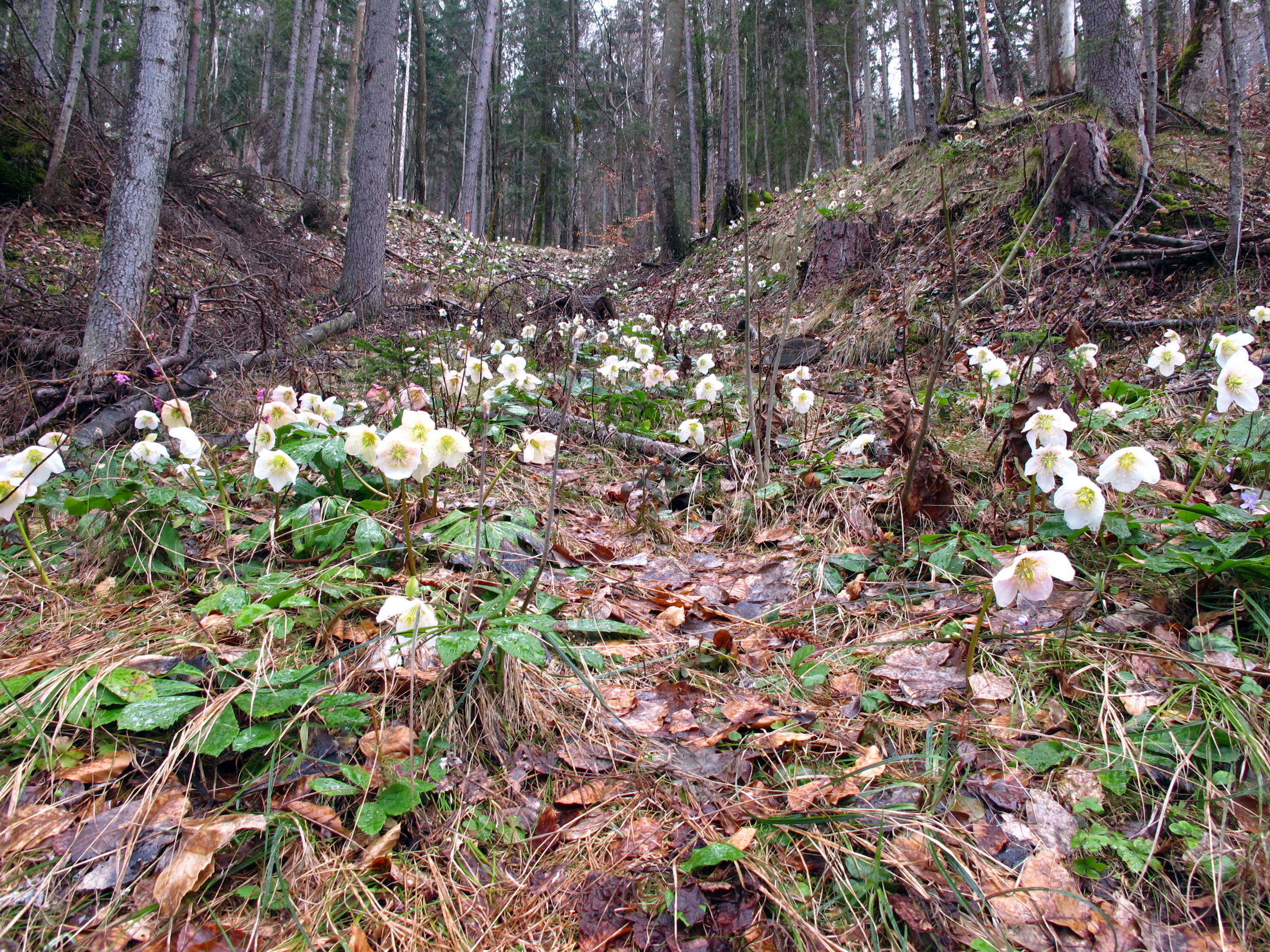
Helleborus niger
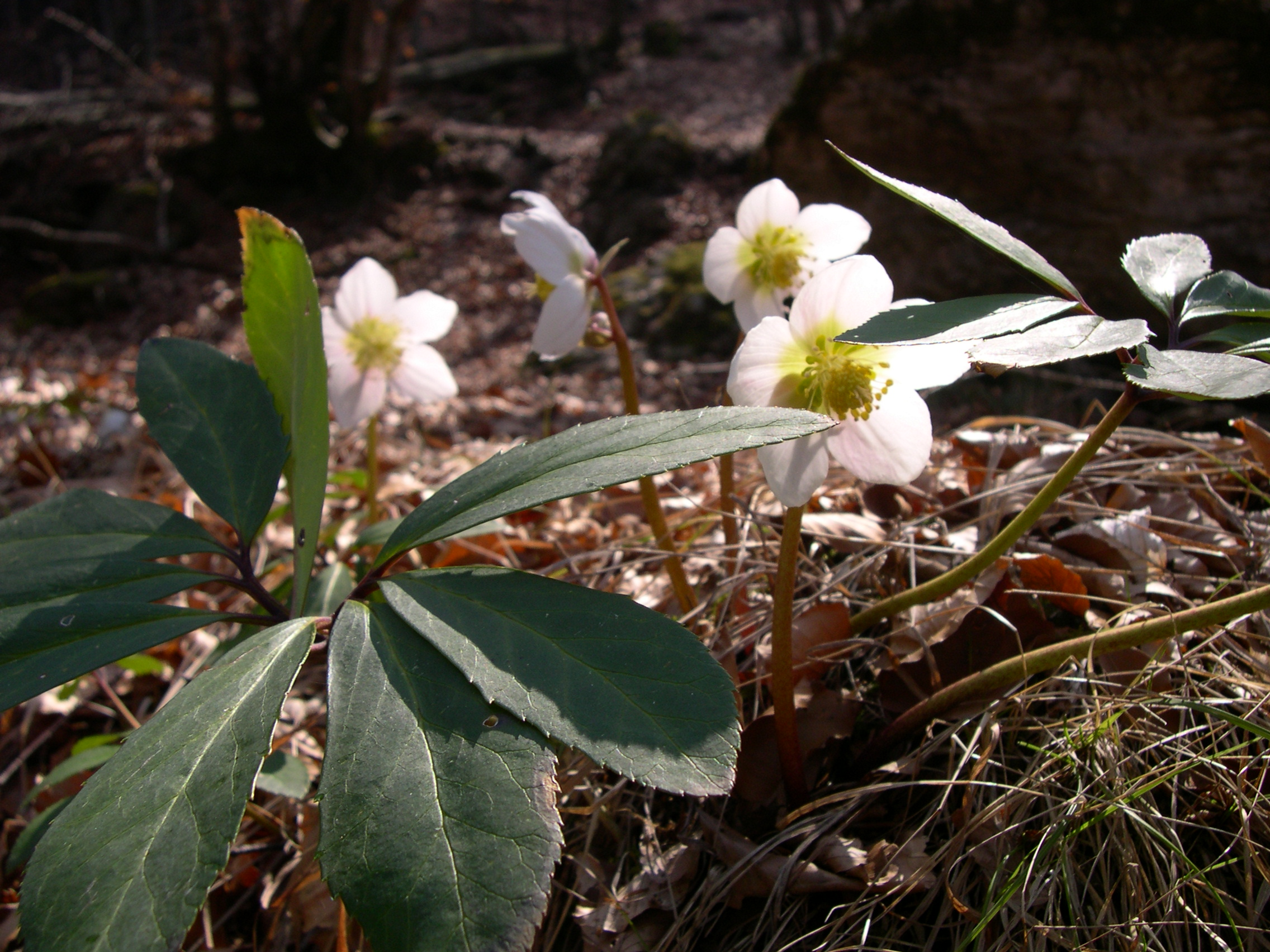
Helleborus niger